# Photo Research
Photo Research war ein US-amerikanischer Hersteller von Messgeräten für die Farb- und Lichtmessung. Das Unternehmen wurde 1941 von Karl Freund in Kalifornien als Photo Research Corporation gegründet und 1968 von der Kollmorgen Corporation aufgekauft. 1995 wurde es an Excel Technology, Inc. veräußert, die es in die Tochtergesellschaft Photo Research, Inc. überführte. Im Jahr 2016 fusionierte das Unternehmen mit JADAK aus dem Novanta-Konzern.

## Geschichte
Die Photo Research Corporation wurde 1941 vom sudetendeutschen Kameramann Karl Freund in Kalifornien gegründet. Freund wollte mit dem Unternehmen vor allem Produkte zur Verbesserung der Qualität der Fotografie in der Filmindustrie entwickeln.
Freund konstruierte den Spectra Professional „CLASSIC“ Belichtungsmesser. Er beauftragte James K. Branch mit dem Aufbau einer Produktionsstätte für die Messgeräte. Freund und Branch entwickelten gemeinsam weitere Produkte für die Film- und Fernsehindustrie. Später entwickelte das Unternehmen auch Messgeräte für andere Branchen wie Flugzeughersteller, Automobilhersteller und die Raumfahrt.
1968 wurde das Unternehmen von der Kollmorgen Corporation aufgekauft. Im Mai 1969 starb Karl Freund. 1978 kam Nasir J. Zaidi zum Unternehmen. Branch und Zaidi erwarben 1986 die Foto-Produktlinie der Photo Research Corp. und gründeten mit Spectra Cine, Inc. ein eigenständiges Unternehmen.
Im Oktober 1995 erwarb Excel Technology, Inc. die Photo Research Division von Kollmorgen für den Preis von 3,5 Mio. US-Dollar und gliederte das Unternehmen in die neu gegründete Tochtergesellschaft Photo Research, Inc. ein.
Im Juni 2016 fusionierte Photo Research mit dem Novanta-Schwesterunternehmen JADAK. Die Produktions-, Service- und Kundendienstaktivitäten wurden vom kalifornischen Chatsworth in die JADAK-Zentrale in Syracuse, New York, verlegt. Die Forschungs- und Design-Abteilung sowie die Vertriebsabteilung von Photo Research verblieben in Kalifornien. JADAK nutzt Photo Research weiter als Marke für verschiedene Produkte.

## Auszeichnungen
Die Photo Research Corporation wurde 1953 von der Academy of Motion Picture Arts and Sciences mit einem Oscar für technische Verdienste (Class III) für die Entwicklung des Spectra-Farbtemperaturmessgeräts („for creating the Spectra color temperature meter“) ausgezeichnet.
1955 wurden Karl Freund und Frank Crandell (beide Photo Research Corporation) für das Design und die Entwicklung eines direkt ablesbaren Helligkeitsmessgeräts („for the design and development of a direct reading brightness meter“) ebenfalls mit einem Oscar für technische Verdienste ausgezeichnet.
Nach der Übernahme durch die Kollmorgen Corporation erhielt das Unternehmen zwischen 1972 und 1980 vier weitere Oscars für technische Verdienste (Class III):
- 1972: Auszeichnung der Photo Research Division of Kollmorgen Corp. „for the development and introduction of the film-lens balanced Three Color Meter“[8][9]
- 1973: Auszeichnung der Photo Research Division of Kollmorgen Corp. „for the Spectra Film Gate Photometer for motion picture printers“[8]
- 1977: Auszeichnung der Photo Research Division of Kollmorgen Corp. „for the engineering and manufacture of the spectra TriColor Meter“[8]
- 1980: Auszeichnung der Photo Research Division of Kollmorgen Corp. „for the development of the Spectra Series II Cine Special Exposure Meter for motion picture photography“[8]